# Pfarrhaus St. Mauritius (Langenweddingen)

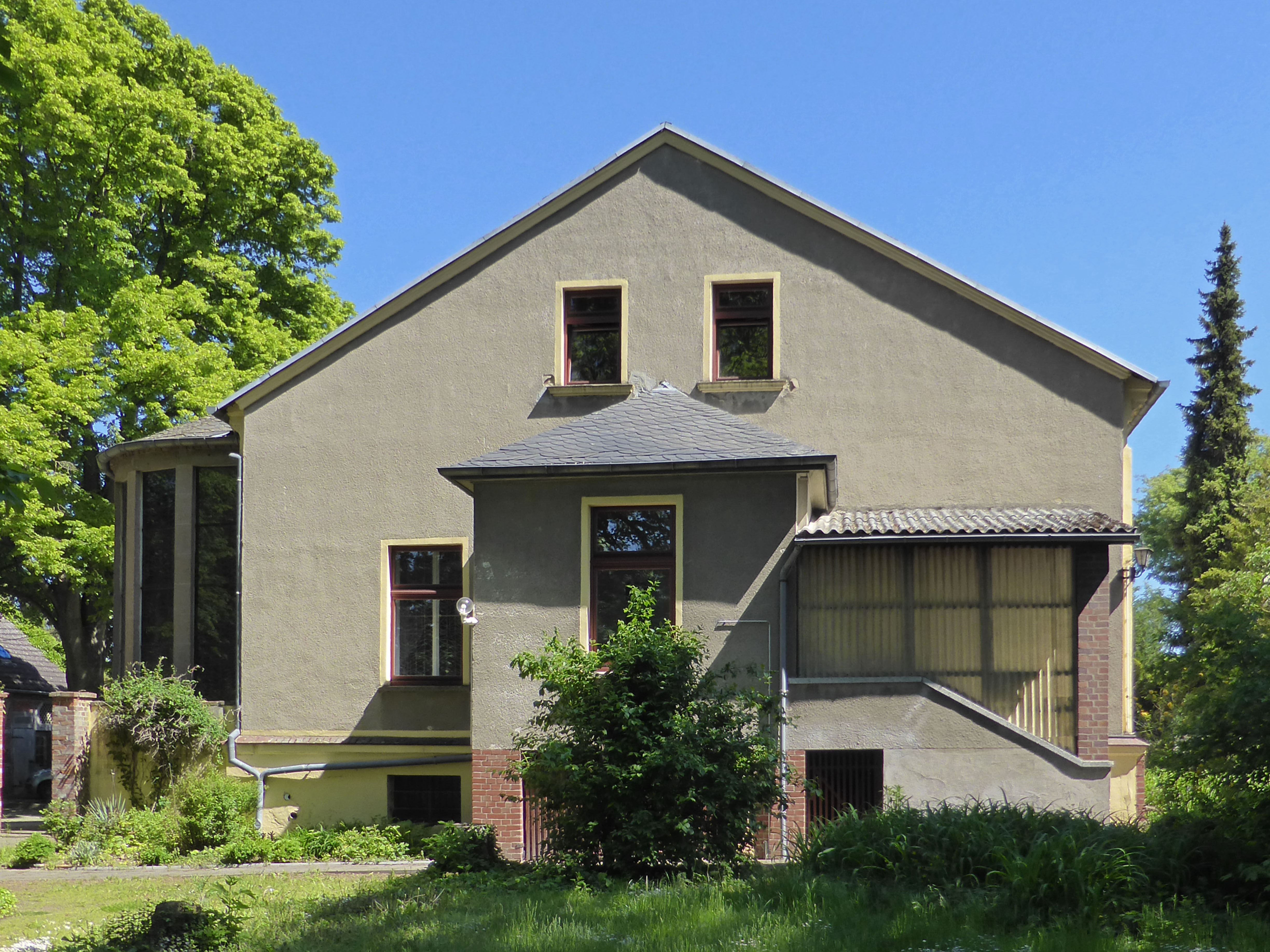
Pfarrhaus mit St.-Mauritius-Kirche

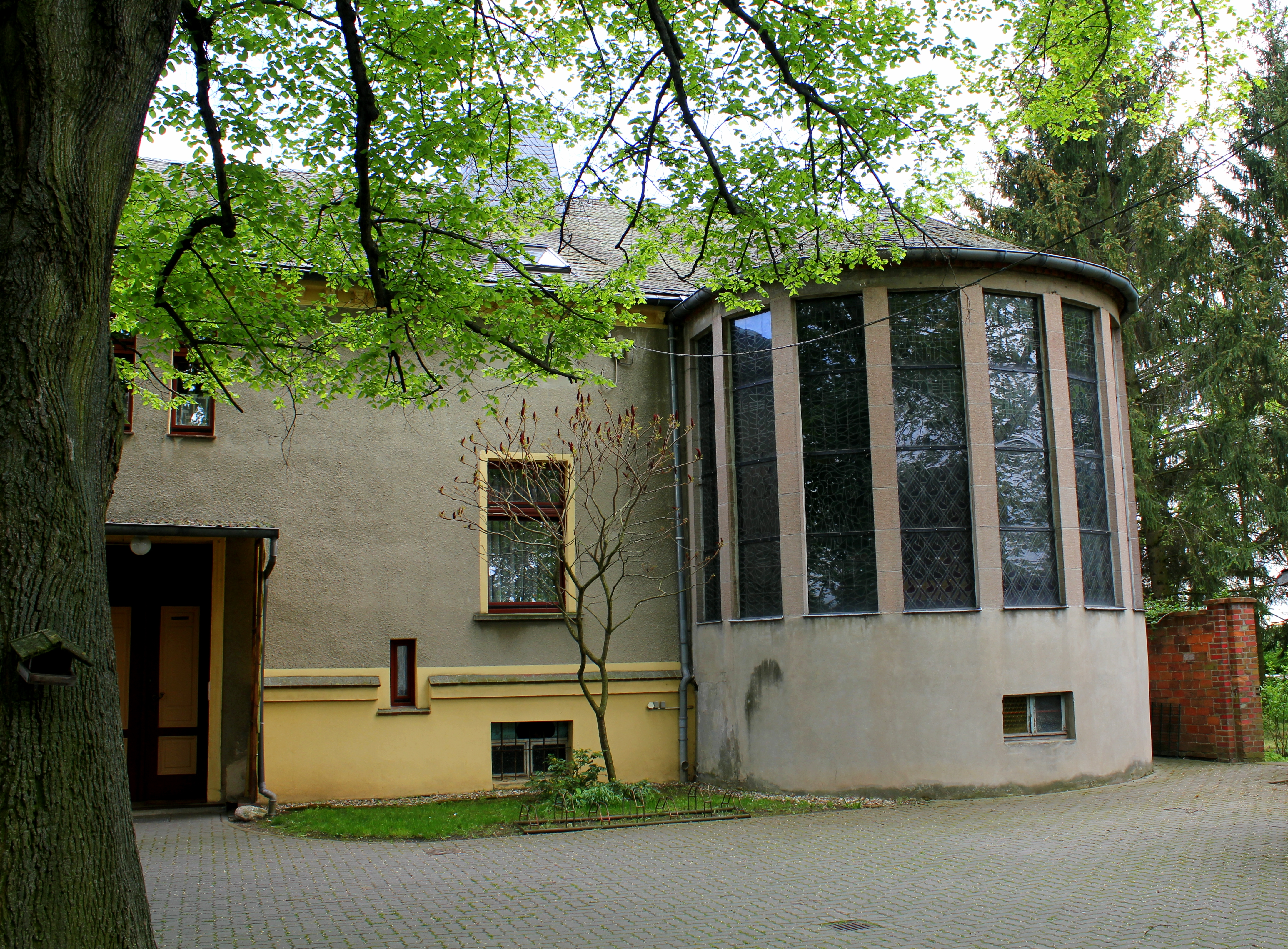
Pfarrhaus mit Chor der St.-Mauritius-Kirche

Das katholische Pfarrhaus in Langenweddingen ist im Denkmalverzeichnis des Landes Sachsen-Anhalt unter der Erfassungsnummer 094 16118 als Baudenkmal aufgeführt.
Das Gebäude befindet sich auf dem Grundstück Halberstädter Straße 1 in Langenweddingen, einem Ort der Einheitsgemeinde Sülzetal im Landkreis Börde in Sachsen-Anhalt.

## Geschichte
In dem mit der Reformation protestantisch gewordenen Langenweddingen erfolgte 1883 die Einrichtung einer einklassigen katholischen Privatschule, nachdem sich im 19. Jahrhundert wieder Katholiken in Langenweddingen niedergelassen hatten. Erst 1926 wurde in Langenweddingen wieder eine katholische Kirchengemeinde in Form einer Filialvikarie der Pfarrei Egeln gegründet, welcher die Herz-Jesu-Kirche in Schwaneberg als Außenstation zugeordnet wurde. Der Priester Johannes Kollwitz war ihr erster Pfarrvikar.
1976 wurde die in das Pfarrhaus integrierte Kirche geweiht. Die nach dem heiligen Mauritius benannte Kirche ist heute eine Filialkirche der Pfarrei St. Bonifatius, und die jüngste Kirche im Dekanat Egeln des Bistums Magdeburg. Vor dem Pfarrhaus wurde ein freistehender Glockenturm mit einer Glocke errichtet.
Am 1. Dezember 2007 wurde ein Gemeindeverbund errichtet, der neben der Pfarrvikarie „St. Mauritius“ in Langenweddingen auch die Pfarrvikarie „St. Marien“ in Bahrendorf und die Pfarreien „St. Bonifatius“ in Wanzleben und „St. Andreas“ in Meyendorf umfasste. Damals gehörten zur Pfarrvikarie Langenweddingen rund 180 Katholiken. Am 2. Mai 2010 wurde aus dem Gemeindeverbund die heutige Pfarrei St. Bonifatius.